# Pont Franklin Delano Roosevelt
Le pont Franklin Delano Roosevelt (en anglais : Franklin Delano Roosevelt Bridge) est un pont franchissant le détroit de Lubec pour relier la Maine State Route 189 à Lubec (dans le Maine, aux États-Unis) avec l'île Campobello, au Nouveau-Brunswick (Canada). Il fut achevé en 1962 et baptisé en l'honneur du président américain Franklin Delano Roosevelt qui venait passer ses vacances dans la région.